# Konno Taisuke
Taisuke Konno (sinh ngày 18 tháng 12 năm 1992) là một cầu thủ bóng đá người Nhật Bản.

## Sự nghiệp câu lạc bộ
Taisuke Konno đã từng chơi cho FC Ryukyu.